# Crozier Ø
Crozier Ø är en ö i Grönland (Kungariket Danmark). Den ligger i kommunen Qaasuitsup, i den nordvästra delen av Grönland. Ön saknar växtlighet.